# Штурм, Иоганн Христоф
Иоганн Христоф Штурм (1635—1703) — немецкий математик, астроном, физик, протестантский схоластический философ.

## Биография
Был некоторое время доцентом в Йенском университете, затем, в 1664—1669 гг., пастором. В 1669 году занял кафедру математики и физики в Альтдорфском университете, на которой оставался затем до конца жизни.
Издал перевод на немецкий язык всех трудов Архимеда, за исключением только «Лемм», с подробными комментариями, написал учебники математики. Провёл большую работу по освобождению немецкой математической терминологии от вошедших в неё иностранных выражений. Занимался наблюдением комет.
Физика и метеорология
Устройство клапана в воздушном насосе, изобретение дифференциального термометра, обыкновенно приписываемое Лесли, и указание на смену ветров в Средней Европе в направлении движения солнца.

## Труды
- Philosophia eclectica (1698).
- Mathesis juvenilis (1699/1701).